# Westport, Oregon
Westport är en ort i Clatsop County i delstaten Oregon, USA.